# Coup d'État des aviateurs
Le « coup d'État des aviateurs » est la seconde tentative de coup d'État militaire contre la monarchie royale marocaine et le règne d’Hassan II, alors roi du Maroc, qui a eu lieu le 16 août 1972, un an après celle de Skhirat. 
Ce putsch avorté a été conduit par des aviateurs des Forces aériennes royales sous le commandement du général Mohamed Oufkir et du lieutenant-colonel Mohamed Amekrane. Un tel « coup d'État » est le premier de son genre dans l'histoire militaire de par sa particularité « air-air » (avec des Northrop F-5 Freedom Fighter pour tenter d'abattre l'avion royal à son retour de France).

## Contexte
Après un séjour dans son château privé à Betz, Hassan II rentre au Maroc le 16 août 1972 depuis Paris à bord de son avion personnel Boeing 727 accompagné de son frère le prince Moulay Abdellah, de son garde du corps et de son entourage personnel. Alors que l’avion survole Tanger, on fait remarquer au roi que des appareils militaires Northrop F-5 sont passés à plusieurs reprises à côté de l’avion royal, alors qu'aucun cortège n’était prévu ce jour-là ; il comprend qu’une attaque est en cours.

## Déroulement

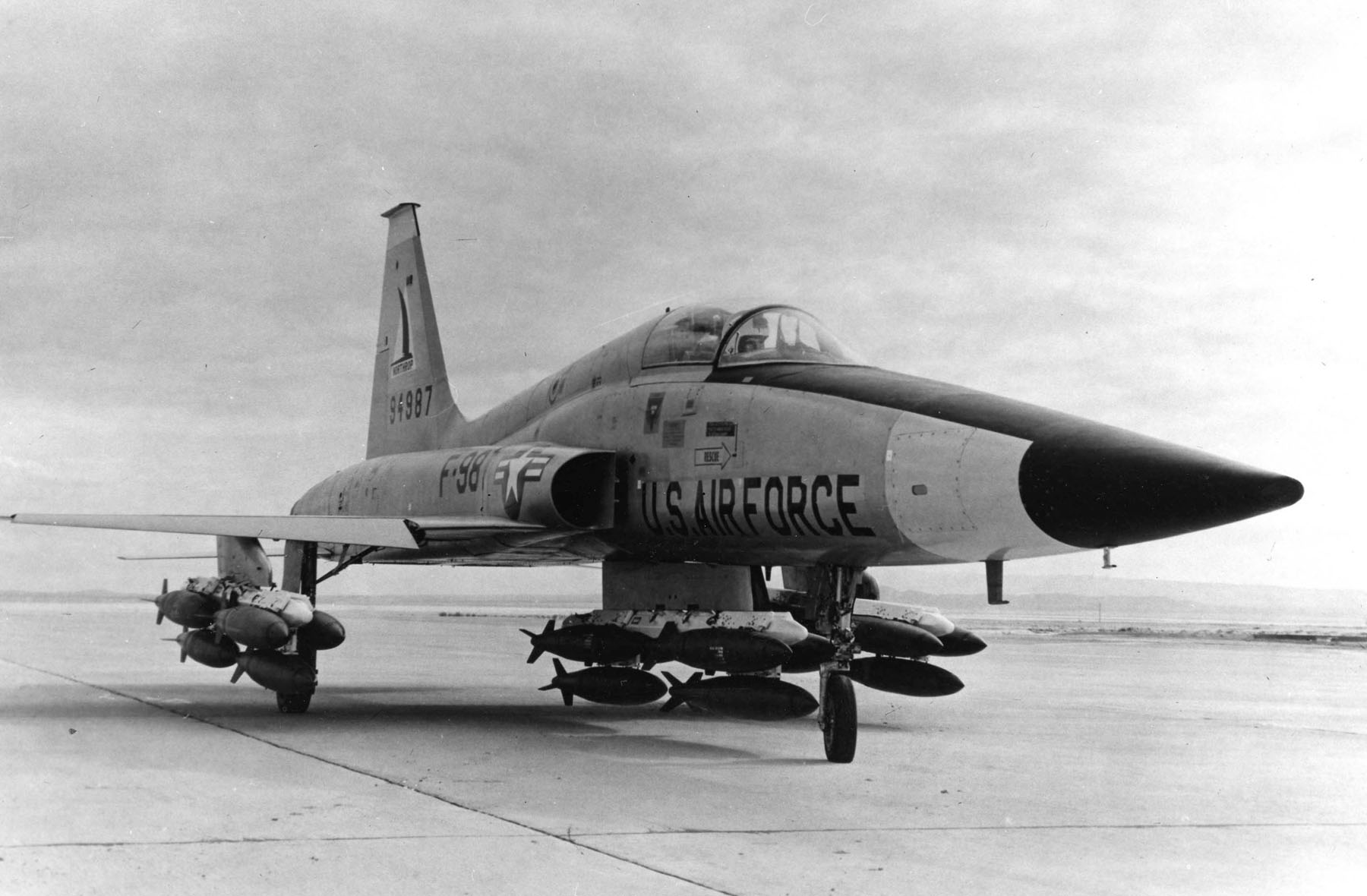
Type des avions de chasse F-5A ayant mitraillé le Boeing royal dans le ciel de Tétouan le 16 août 1972.

Le 16 août 1972, à l'initiative du général Mohamed Oufkir, alors ministre de la Défense du Maroc et major général des Forces armées royales (FAR), le lieutenant-colonel Mohamed Amekrane, commandant adjoint de l'aviation militaire et le commandant Louafi Kouera, commandant la 3e base aérienne de Kénitra (3e BAFRA), ordonnent à un certain nombre de pilotes de chasse marocains d'abattre le Boeing royal d'Hassan II dans le ciel de Tétouan, au nord du Maroc, lors de son retour de France.
Sur les six avions F-5 qui ont décollé de Kénitra vers 15 h 40 le mardi 16 août 1972 et qui sont commandés par le capitaine Salah Hachad, trois seulement sont armés, le premier étant celui du commandant Louafi Kouera, qui est dans le complot depuis trois semaines, le deuxième celui du lieutenant Abdelkader Ziad, qui n'a été mis au courant que quelques minutes avant le décollage, le troisième celui du lieutenant Hamid Boukhalif, qui a été informé de la mission en vol. L'opération a pour nom de code Boraq.
Le commandant Louafi Kouera, l'un des trois pilotes de chasse mitraillant l'avion royal, ne parvient pas à faire fonctionner son armement et tente de percuter le Boeing royal avec son F-5. Il est capturé quelques minutes après son saut en parachute par la Gendarmerie royale marocaine dans la région de Souk El Arbaa avec une jambe cassée et il est ramené au roi le jour même du putsch.

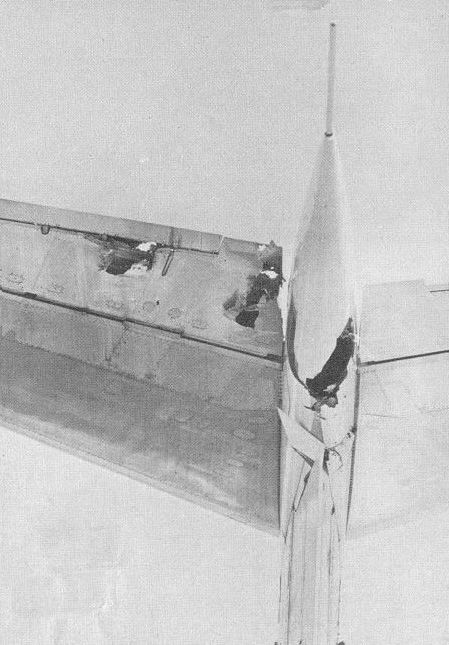
La queue de dérive du 727 royal après l'attaque.

Les lieutenants Abdelkader Ziad et Hamid Boukhalif réussissent à toucher deux des trois réacteurs de l'avion du roi, mais l'appareil réussit à atterrir sur la piste de l'aéroport international Rabat - Salé 10 à 15 minutes après le début de l'attaque. Le pilote du Boeing royal est le commandant Mohammed Kebbaj, pilote privé du roi, ancien pilote de chasse et collègue des aviateurs putschistes. Avec l'aide du copilote Camel Bekkari et du mécanicien de bord Mohammed Jaouhar, Hassan II parvient à tromper les mutins : en usant de la radio du cockpit du Boeing royal et en se faisant passer pour le pilote, il déclare "Cessez le feu ! Le tyran est mort, nous sommes innocents !"  Les mutins, trompés mais toujours méfiants, ordonnent alors à l'appareil de se poser sur la piste de l'aéroport militaire de Rabat-Kénitra. Le pilote, ignorant leurs ordres, parvient à les semer pour finalement poser l'avion royal sur la piste de l'aéroport civil de Rabat-Salé.
Quelques minutes plus tard, se rendant compte du complet renversement de la situation, deux avions de chasse de type F-5 sont envoyés vers l'aéroport de Rabat-Salé pour ouvrir le feu sur la suite du roi lorsque celui-ci sort du salon d'honneur de l'aéroport de Rabat-Salé ; les pilotes sont les lieutenants Ziad et Boukhalif, qui étaient retournés à la 3e BAFRA de Kénitra se réapprovisionner après la première attaque manquée contre le Boeing royal[réf. souhaitée]. L'opération porte le nom de code Red Flight. Le bilan de ce deuxième raid est de huit morts et environ cinquante blessés, dont plusieurs ministres. Le roi, faisant encore une fois preuve d'audace et d'habileté, parvient de nouveau à tromper les mutins et à les semer en empruntant la voiture d'un employé de l'aéroport; il n'est alors accompagné que de trois gardes du corps et d'un aide de camp,.
Se rendant compte de l'échec de la tentative de coup d'État, le lieutenant-colonel Mohamed Amekrane lance alors l'opération Red Lightning en envoyant six F-5 pour bombarder le palais royal de Rabat. Mais le roi ne s'y trouve pas, car quelques minutes plus tôt il s'est réfugié dans son palais de Skhirat, d'où il coordonne la contre-attaque contre les mutins.[réf. souhaitée].
Le lieutenant-colonel Mohamed Amekrane, qui commandait le putsch à partir de la tour de contrôle de la base de Kénitra avec le capitaine Larbi el-Haj, réussit à s'enfuir à Gibraltar à l'aide d'un hélicoptère quelques heures après l'échec du putsch. Il en sera extradé trente-six heures plus tard par le Royaume-Uni, malgré l'absence d'accord d'extradition avec le Maroc ; il est jugé, condamné à la peine capitale et fusillé le 13 janvier 1973.
Selon la version officielle des autorités marocaines telle que donnée le 23 août 1972 par le ministre de l'Intérieur Mohamed Benhima, le général Oufkir se serait suicidé au palais royal de Skhirat quelques heures après le putsch, tirant les conséquences des aveux passés par le commandant Kouera. La veuve du général, Fatéma Oufkir, affirme pourtant dans son livre Les Jardins du roi que son mari a été exécuté par le général Ahmed Dlimi (colonel à l'époque) et le général Moulay Hafid Alaoui. Selon la version que Gilles Perrault a donnée dans son livre Notre ami le roi, le général Oufkir aurait été tué en dehors du palais : Dlimi aurait annoncé au général que le roi, grièvement blessé, était à sa merci dans une maison proche de l'ambassade du Liban à Rabat. Oufkir s'y serait aussitôt rendu et aurait été abattu par Dlimi et Moulay Hafid Alaoui. Son cadavre aurait été ensuite transporté à Skhirat. Aucune preuve n'étaye cependant cette thèse d'une exécution du général Oufkir.

## Procès des aviateurs

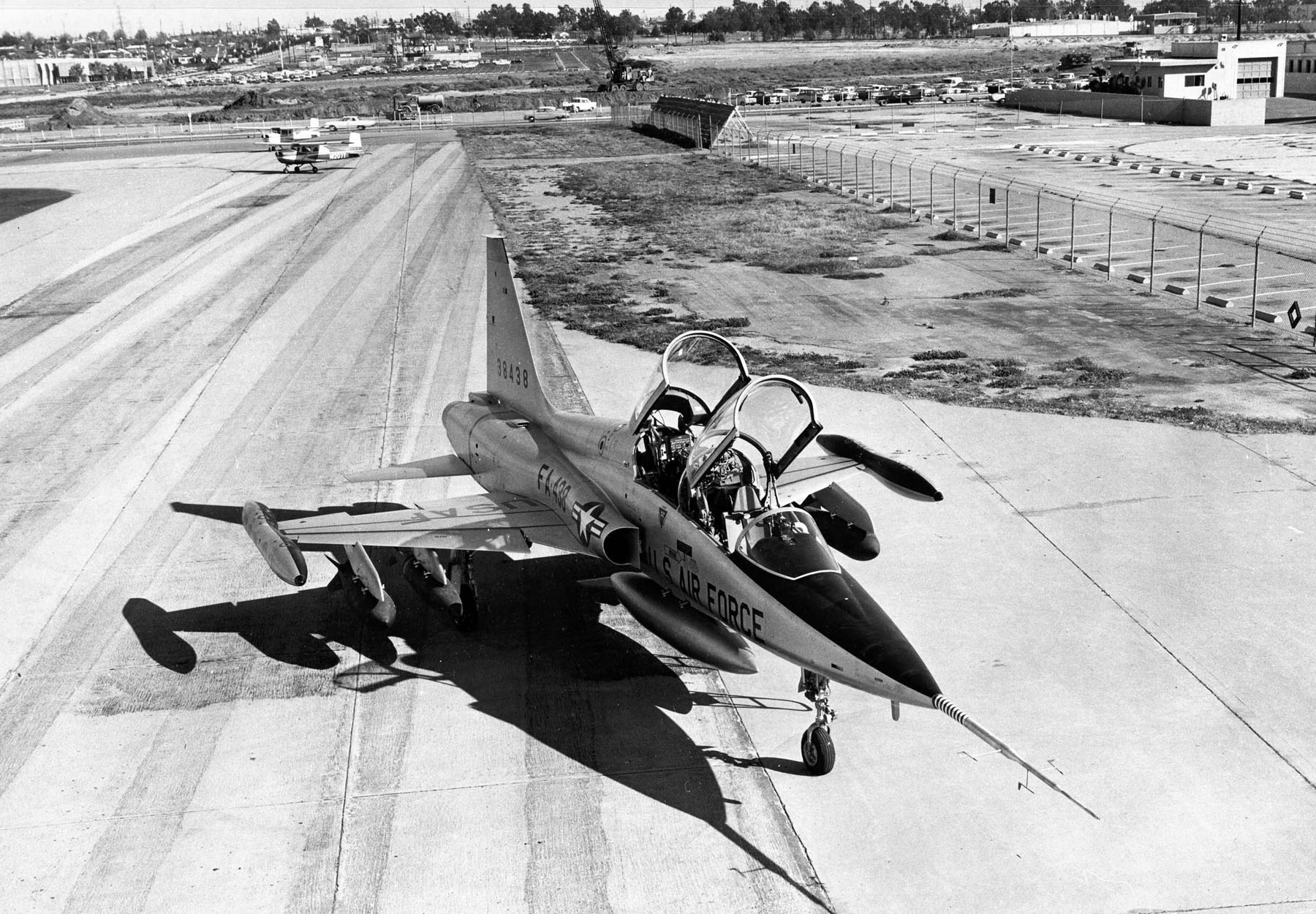
Version biplace du F-5B non armé, piloté par le capitaine Salah Hachad, commandant de l'escorte aérienne de l'avion royal.

Le procès des aviateurs conjurés commence le 17 octobre 1972 devant le tribunal permanent des FAR de Kénitra à la suite de la tentative de coup d'État.
Deux-cent-vingt officiers, sous-officiers et soldats de la 3e BAFRA de Kénitra sont jugés. Au cours du procès, cent-soixante-dix-sept sont acquittés, trente-deux reçoivent une peine de prison allant de 3 à 20 ans et les onze restants sont condamnés à mort. Il s'agit :
- du lieutenant-colonel Mohamed Amekrane, chef du putsch ;
- du capitaine Larabi el-Haj, responsable des communications radio avec les trois avions rebelles depuis la tour de contrôle de la 3e BAFRA ;
- du commandant Louafi Kouera et des lieutenants Abdelkader Ziad et Hamid Boukhalif, pilotes des trois avions de chasse F-5 ayant mitraillé l'avion royal ;
- du sous-lieutenant Lyazid Midaoui, pilote de l'hélicoptère utilisé par Amekrane dans sa fuite à Gibraltar ;
- de l'adjudant-chef Mehdi Abdellali, de l'adjudant Belkacem et des sergents-chefs Kamoune, Bahraoui et Benoi pour avoir aidé les putschistes au sein de la base de Kénitra lors des opérations.

Une trentaine d'autres aviateurs furent condamnés à de lourdes peines et vinrent rejoindre les condamnés du premier putsch de Skhirat (10 juillet 1971) à la prison civile de Kénitra dans un premier temps, et puis à Tazmamart le 7 août 1973. Lorsque, après dix-huit ans de détention dans le bagne de Tazmamart, les portes [réf. souhaitée]s'ouvrirent, seuls vingt-huit des cinquante-huit détenus avaient survécu.

## Conséquences du putsch raté
Le coup d'État des aviateurs du 16 août 1972 a entraîné la suppression des postes de ministre de la Défense, de major-général et de major-général adjoint, annoncée le 19 septembre par le roi Hassan II lors d'une réunion à Skhirat avec les chefs militaires et le gouvernement. Le roi a pris personnellement en charge le commandement de l'armée, à laquelle il consacrera quatre heures par jour.. Le 23 décembre 1972, des fourgons ont embarqué la famille Oufkir (sa veuve Fatéma, ses six enfants et sa cousine Achoura) pour la conduire vers des maisons sécurisées dans un premier temps, puis dans des prisons secrètes ; pour le roi Hassan II, Mme Oufkir était en effet impliquée dans l'affaire.